# Microserica poggii
Microserica poggii är en skalbaggsart som beskrevs av Ahrens 2001. Microserica poggii ingår i släktet Microserica och familjen Melolonthidae. Inga underarter finns listade i Catalogue of Life.